# Славянка (платформа)
Славя́нка — железнодорожная станция на московском направлении Санкт-Петербургского отделения Октябрьской железной дороги в черте Санкт-Петербурга на территории посёлка Петро-Славянка.

## Особенности
Остановочный пост был открыт в 1901 году, получил название по левому притоку Невы. В связи с появлением железнодорожной платформы окружающая местность была застроена дачами. В летний период здесь проживало до 4 тысяч человек, в основном представителей торгового сословия, служащих и рабочих Петербурга.
На станции расположены остановочные платформы электропоездов «московского направления» пригородных петербургских перевозок. Часть электропоездов проезжает станцию без остановки из-за низкого пассажиропотока.
Две платформы, островная и боковая, примыкают к железнодорожному переезду, соединяющему улицу Труда в Петро-Славянке с дорогами в Рыбацкое и Металлострой (см. Дорога на Петро-Славянку). К югу от переезда пути ОЖД пересекают по трём мостам реку Славянку.
Остановочный пункт является частью станции Славянка, использующейся для транзита электропоездов из депо Металлострой на петербургские станции. В Славянке делают техническую остановку некоторые поезда дальнего следования (без высадки пассажиров). От станции отходит соединительный путь на станцию Рыбацкое Волховстроевского направления.

## Транспорт
| Номер | Конечная остановка (остановка со стороны станции) | Конечная остановка (остановка с другой стороны) |
| ----- | ------------------------------------------------- | ----------------------------------------------- |
| 396   | Металлострой, ДК им. Маяковского                  | Рыбацкое                                        |
| 396а  | Колпино, Заводской проспект                       | Рыбацкое                                        |

### Расписание электропоездов
- Расписание электричек по станции Славянка на Яндекс. Расписаниях
- Расписание электропоездов на tutu.ru